# U-Bahnhof Gessate
Der U-Bahnhof Gessate ist eine oberirdische Station der U-Bahn Mailand, Endpunkt der Linie M2. Sie wurde am 13. April 1985 als Endstation der Verlängerung von Gorgonzola eröffnet.
Der Bahnhof befindet sich in der Gemeinde Gessate, südlich des gleichnamigen Dorfes, und ist durch eine Fußgängerbrücke mit einem Busbahnhof verbunden.